# Héctor Lucca
Héctor Lucca (Santiago del Estero, Argentina) fue un futbolista argentino que se desempeñaba como mediocampista.

## Trayectoria

### Atlético Tucumán
Formado en clubes de su provincia natal, Lucca, se mudó a San Miguel de Tucumán para sumarse a Atlético Tucumán. En 1951 se coronó campeón tucumano, cortando una racha negativa del club, compartiendo equipo con el ídolo decano, Raúl Villalba. Debido a esta consagración, Atlético se clasificó a la Copa Competencia 1952. Héctor jugó en Atlético hasta el año 1956.
A pesar de jugar en un sitio atrasado en el campo de juego, Lucca, es uno de los máximos goleadores del Clásico Tucumano.

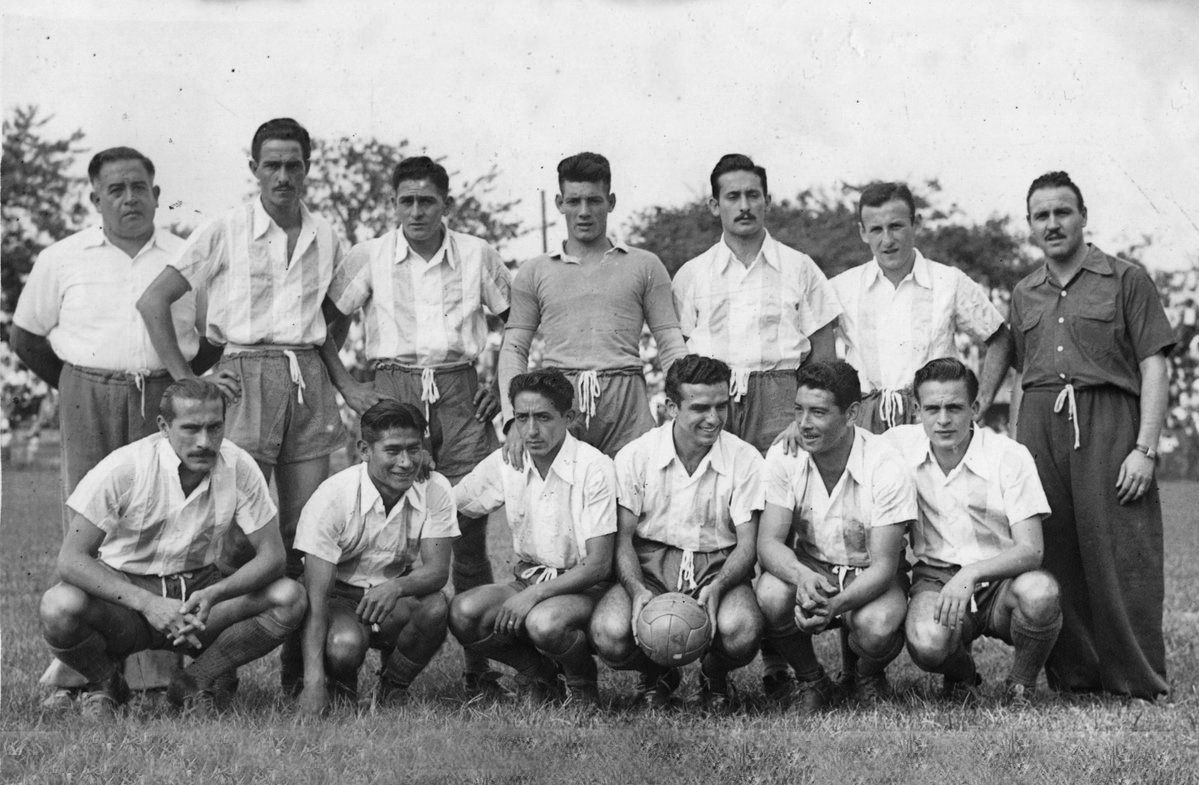
Formación de Atlético Tucumán en 1952.

## Clubes
| Club             | País      | Período   |
| ---------------- | --------- | --------- |
| Atlético Tucumán | Argentina | 1948–1956 |

## Palmarés
| Título        | Equipo           | País      | Año  |
| ------------- | ---------------- | --------- | ---- |
| Liga Tucumana | Atlético Tucumán | Argentina | 1951 |